# 室泉寺
室泉寺（しつせんじ）は、東京都渋谷区にある高野山真言宗の寺院。

## 概要
創建年代は不明である。元々は江戸芝金杉（現・東京都港区芝）に位置し、浄土真宗（西本願寺）の寺院であった。1700年（元禄13年）、旗本の松平忠益が屋敷を快円に寄進し、その際に真言宗に転宗した。
境内には、「源秀地蔵」と呼ばれる地蔵菩薩像がある。1739年（元文4年）、足が不自由な14歳の少女が地蔵に願掛けしたところ、治癒したことから、この霊験あらたかな地蔵を当寺に奉納することになった。
近くの宝泉寺とは字が似ていることから、江戸時代の地誌『新編武蔵風土記稿』でも混同され、「寶泉寺」の項で室泉寺の記事が載せられている（宝泉寺の記事も別途記載されている）。

## 文化財

### 重要文化財
- 絹本著色興正菩薩像 正安二年（1300年）の裏書あり[5] - 叡尊（興正菩薩）の肖像画。東京国立博物館に寄託。

## 交通アクセス
- 恵比寿駅より徒歩7分。